# Fluorid zlatný
Fluorid zlatný je anorganická sloučenina s chemickým vzorcem AuF. Fluorid zlatný nebyl izolován, ale byl pozorován pomocí rotační spektroskopie a hmotnostní spektrometrie jako plyn. Po stabilizaci N-heterocyklickými karbeny (NHC) byl komplex fluoridu zlatného charakterizován.